# لیام کراس
لیام کراس (انگلیسی: Liam Cross؛ زادهٔ ۸ آوریل ۲۰۰۳) بازیکن فوتبال اهل بریتانیا است.
از باشگاه‌هایی که در آن بازی کرده‌است می‌توان به باشگاه فوتبال نورث‌همپتون تاون اشاره کرد.